# Рудий Сергій Андрійович
Сергі́й Андрі́йович Рудий (27 грудня 1977, м. Тернопіль — 27 квітня 2022, Луганська область, Україна) — український військовослужбовець, капітан Збройних сил України, учасник російсько-української війни. Почесний громадянин міста Тернополя (2022, посмертно).

## Життєпис
Сергій Рудий народився 27 грудня 1977 року в місті Тернополі.
Навчався в Тернопільській загальноосвітній школі № 20, закінчив Львівський інститут внутрішніх справ. Працював у Тернопільському МВС у карному розшуку до виходу на пенсію.
З початком російського вторгнення 2022 року проходив службу інспектором — черговим чергової частини РПСПОП «Тернопіль» ГУНП в Тернопільській області. Загинув 27 квітня 2022 року разом з старшим лейтенантом Михайлом Гудзем та старшим сержантом Тарасом Гогусем на Луганщині під час ворожого артилерійського обстрілу.
Похований 30 квітня 2022 року в селі Токах Скориківської громади Тернопільського району Тернопільської области.
Залишилася донька.

## Нагороди
- почесний громадянин міста Тернополя (3 жовтня 2022, посмертно) — за вагомий особистий внесок у забезпечення суверенітету, територіальної цілісності і зміцнення обороноздатності Української держави, мужність, героїзм та самовідданість, виявлені під час бойових дій, високий професіоналізм, зразкове виконання службових обов'язків[1].